# Гакугса (деревня)
Га́кугса (карел. Gakugsa), ранее Га́кукса — деревня в составе Красноборского сельского поселения Пудожского района Республики Карелия.
Расположена на берегу реки Гакугса. Через деревню проходит федеральная автодорога А119 «Вологда — Медвежьегорск».

## История
Гакукская волость была вотчиной Муромского монастыря.
Впервые сам монастырь и его вотчина в Гакукской волости фиксируются по книге 1563 года.
К XIX веку было по-прежнему распространено старообрядчество. Так в 1838 году священник Гакукского прихода И. Вишневский доносил епископу, что его прихожане обоего пола «старые и малые, исключая духовенство, двуперстным сложением ознаменаются» и все усилия священника оказываются напрасными.
1 июня 1902 году утверждено положение о трудовых артелях. Возникла Гакукская трудовая артель.
В марте 1918 года жители Гакугсы решили отделиться от Нигижемской волости и создали свой волостной Совет. Осенью 1918 года в Гакукской волости, равно как и в других волостях в Пудожского уезда, были организованы партийные ячейки РКП(б), которые занялись формированием комитетов бедноты.
В 1958 году Гакукский и Каршевский сельсоветы объединены в один Каршевский сельсовет.

## Общие сведения
Деревянная церковь Покрова Пресвятой Богородицы, которая была построена в 1776 г., 23 августа 1934 года постановлением Карельского ЦИК церковь была закрыта. В настоящее время не существует (07 января 2014 г.)
В 15 км к юго-западу от деревни находится один из самых древних монастырей Карелии — Муромский Свято-Успенский монастырь.

## Население
| 2002 | 2009 | 2010 | 2013 |
| ---- | ---- | ---- | ---- |
| 177  | ↘123 | ↘110 | ↘107 |

В 2014 году в деревне насчитывалось 41 домохозяйство, было зарегистрировано 138 человек, однако постоянно проживал 81.

## Улицы
- ул. Лесная
- ул. Набережная